# Yoldiella inconspicua
Yoldiella inconspicua är en musselart som först beskrevs av Addison Emery Verrill och Katharine Jeanette Bush 1898.  Yoldiella inconspicua ingår i släktet Yoldiella och familjen Yoldiidae. Inga underarter finns listade i Catalogue of Life.